# 珠洲警察署
珠洲警察署（すずけいさつしょ）は、石川県警察が管轄する警察署の一つである。

## 所在地
珠洲警察署（本庁舎）
- 石川県珠洲市上戸町北方ろ字15番地1

能登庁舎（旧・能登警察署）
- 石川県鳳珠郡能登町字宇出津ウ字76番地

## 管轄区域
- 珠洲市
- 鳳珠郡能登町（能登空港の区域を除く）

## 沿革
- 1877年（明治10年）9月17日 - 輪島警察署飯田分署設置。
- 1885年（明治18年）7月1日 - 飯田警察署となる。管轄区域は珠洲郡。
- 1948年（昭和23年）3月7日 - 旧警察法施行により、飯田警察署廃止。国家地方警察石川県本部珠洲地区警察署設置。
- 1954年（昭和29年）
  - 7月1日 - 新警察法施行により、珠洲地区警察署廃止。珠洲警察署設置。管轄区域は珠洲郡。
  - 7月15日 - 市町村合併により管轄区域変更。管轄区域は珠洲市及び珠洲郡。
- 2012年（平成24年）4月1日 - 能登警察署を統合し[1]、同署の管轄区域を編入する。

## 組織
- 警務課
  - 警務係、警察安全相談係
- 会計課
  - 会計係
- 地域課
  - 地域係、機動警ら第一係、機動警ら第ニ係
- 生活安全刑事課
  - 生活安全係、強行・盗犯係、鑑識係、知能・組織犯罪対策係
- 交通課
  - 企画規制係、事故指導係
- 警備課
  - 警備係

## 交番
2025年時点、（）内は所在地。

### 珠洲市
- 珠洲警察署所在地交番（珠洲市上戸町北方ろ字15番地1）

### 能登町
- 能登庁舎所在地交番（鳳珠郡能登町字宇出津ウ字76番地）

## 駐在所
2025年時点、（）内は所在地。

### 珠洲市
- 正院駐在所（珠洲市正院町正院22部2番地1）
- 蛸島駐在所（珠洲市蛸島町ワ部93番地2）
- 三崎駐在所（珠洲市三崎町森腰ラ部190番地6）
- 折戸駐在所（珠洲市折戸町リ部6番地1）
- 若山駐在所（珠洲市若山町宇都山16部34番地3）
- 大谷駐在所（珠洲市大谷町2字57番地12）
- 鵜飼駐在所（珠洲市宝立町鵜飼子字1番地）

### 鳳珠郡能登町
- 鵜川駐在所（鳳珠郡能登町字鵜川21字54番1）
- 瑞穂駐在所（鳳珠郡能登町字端穂124番地）
- 鶴町駐在所（鳳珠郡能登町字鶴町24字1番地）
- 縄文真脇駐在所（鳳珠郡能登町字姫12字37番地1）
- 柳田駐在所（鳳珠郡能登町字笹川ハ部1の4番地）
- 当目駐在所（鳳珠郡能登町字当目ロ33番地1）
- 松波駐在所（鳳珠郡能登町字松波29字84番地7）
- 不動寺駐在所（鳳珠郡能登町字不動寺7番地）
- 小木駐在所（鳳珠郡能登町字小木15字25番地4）

## 隣接区域の警察署
- 輪島警察署